# David Munro
David Munro (1 de julio de 1944-5 de agosto de 1999) fue un actor y director de documentales inglés. Colaboró en 20 documentales televisivos con el periodista australiano John Pilger, siendo premiados varios de sus trabajos. Year Zero: The Silent Death of Cambodia, un documental de 1979 sobre el sufrimiento del pueblo de Camboya, obtuvo más de 45 millones de libras esterlinas en ayudas concedidas por la audiencia del mismo.

## Biografía
Su nombre completo era Ivor David Munro, y nació en Londres, Inglaterra, siendo sus padres el actor y director Hugh Munro y la actriz Pamela Barnard. Su abuelo era el actor Ivor Barnard. Además tenía un hermano, el actor Tim Munro, y una hermana, Hatty.
En sus comienzos, y tras dejar la escuela, se ocupó en diferentes trabajos, entre ellos el de granjero, hasta que finalmente se pudo ser actor. Como tal, trabajó en series televisivas como Orlando, (1966–67), Z Cars, Tightrope (1972), así como la obra The Bells, que se representó en el Vaudeville Theatre.
Munro conoció al actor David Swift gracias a Tempest Films, una productora independiente, que le presentó al periodista australiano John Pilger. Ambos trabajaron en Do You Remember Vietnam? (1978), show emitido por la cadena ITV.
En 1979, su film Year Zero: The Silent Death of Cambodia expuso el Genocidio camboyano perpetrado por Pol Pot y por el Partido Comunista de Kampuchea contra la población de Camboya. Emitido en la televisión británica, obtuvo unas donaciones de 45 millones de libras concedidas por el público, y que se destinaron al pueblo camboyano.
En total, Munro y Pilger colaboraron en 20 filmes televisivos, algunos de los cuales fueron premiados. Munro también rodó varias producciones en solitario, destacando Knots (con la Actors Company), basada en poemas de Ronald David Laing; Going Back, sobre las experiencias de los primeros soldados que volvieron a Vietnam tras la guerra; y The Four Horseman, su trilogía sobre la guerra en el Tercer Mundo.
Casado tres veces, sus primeras esposas fueron las actrices Sharon Duce y Susan Penhaligon. Su hijo con Penhaligon, Truan Munro, ha trabajado en la industria cinematográfica. Su tercera esposa fue Layhing Siu, con la que se casó al final de su vida. Su hija Natalia nació 18 meses antes de la muerte de Munro, ocurrida en 1999 en Londres, a causa de una cáncer. Tuvo también una hijastra, Pilar.